# Fredrik Haugen
Fredrik Haugen (Bergen, 13 giugno 1992) è un calciatore norvegese, centrocampista del Fana.

## Carriera

### Club
Haugen ha iniziato la sua carriera con la maglia del Løv-Ham. Ha debuttato in 1. divisjon il 26 aprile 2009, sostituendo Kim-Rune Hellesund nel successo per 3-1 sul Sogndal. Il 16 maggio ha segnato la prima rete con questa maglia, nel successo per 4-1 sul Sarpsborg 08.
Il 10 agosto 2010 ha firmato un contratto con il Brann, ma è rimasto al Løv-Ham fino al termine della stagione. Il 20 marzo 2011, così, ha debuttato nell'Eliteserien: ha sostituito Bjørnar Holmvik nella vittoria per 2-1 sul Rosenborg. Il 31 luglio ha segnato la prima rete, nel successo per 2-3 sul campo dell'Odd Grenland.
Il 21 ottobre 2015, ha ricevuto la candidatura come miglior giocatore della 1. divisjon per l'edizione annuale del premio Kniksen, poi vinto il 1º novembre. Sempre il 21 ottobre, in virtù della vittoria del Sogndal sul Kristiansund nel recupero della 27ª giornata di campionato, il Brann ha matematicamente conquistato la promozione in Eliteserien con due giornate d'anticipo sulla fine della stagione.
Il 23 novembre 2015 ha rinnovato il contratto che lo legava al club fino al 31 luglio 2018. L'8 febbraio 2018 ha ulteriormente prolungato il contratto col Brann, fino all'estate 2021.
Il 21 dicembre 2020, i ciprioti dell'AEK Larnaca hanno reso noto un principio d'accordo con il Brann e con Haugen, soggetto al buon esito delle visite mediche di rito. Il 28 dicembre, il norvegese è stato presentato ufficialmente come un nuovo giocare dell'AEK Larnaca, a cui si è legato fino al 30 giugno 2022.
Il 31 agosto 2021 ha fatto ritorno in Norvegia, firmando per lo Stabæk.
Il 30 marzo 2022 è passato all'Aalesund, a cui si è legato con un contratto annuale.
Il 15 novembre 2022 è stato reso noto il suo ritorno allo Stabæk, a partire dal 1º gennaio 2023: ha firmato un accordo biennale. Il 15 gennaio 2024 ha rescisso il contratto che lo legava al club.
Il 9 aprile 2024 è approdato al Fana.

## Statistiche

### Presenze e reti nei club
Statistiche aggiornate al 9 aprile 2024.
| Stagione       | Club           | Campionato     | Campionato | Campionato | Coppe nazionali | Coppe nazionali | Coppe nazionali | Coppe continentali | Coppe continentali | Coppe continentali | Supercoppe | Supercoppe | Supercoppe | Totale | Totale |
| Stagione       | Club           | Comp           | Pres       | Reti       | Comp            | Pres            | Reti            | Comp               | Pres               | Reti               | Comp       | Pres       | Reti       | Pres   | Reti   |
| -------------- | -------------- | -------------- | ---------- | ---------- | --------------- | --------------- | --------------- | ------------------ | ------------------ | ------------------ | ---------- | ---------- | ---------- | ------ | ------ |
| 2009           | Løv-Ham        | 1D             | 21         | 2          | CN              | 2               | 0               | -                  | -                  | -                  | -          | -          | -          | 23     | 2      |
| 2010           | Løv-Ham        | 1D             | 21+1       | 8+0        | CN              | 3               | 0               | -                  | -                  | -                  | -          | -          | -          | 25     | 8      |
| Totale Løv-Ham | Totale Løv-Ham | Totale Løv-Ham | 42+1       | 10         |                 | 5               | 0               |                    | -                  | -                  |            | -          | -          | 48     | 10     |
| 2011           | Brann          | ES             | 25         | 2          | CN              | 5               | 1               | -                  | -                  | -                  | -          | -          | -          | 30     | 3      |
| 2012           | Brann          | ES             | 25         | 0          | CN              | 3               | 0               | -                  | -                  | -                  | -          | -          | -          | 28     | 0      |
| 2013           | Brann          | ES             | 26         | 1          | CN              | 0               | 0               | -                  | -                  | -                  | -          | -          | -          | 26     | 1      |
| 2014           | Brann          | ES             | 29+2       | 2+0        | CN              | 4               | 1               | -                  | -                  | -                  | -          | -          | -          | 35     | 3      |
| 2015           | Brann          | 1D             | 26         | 4          | CN              | 2               | 0               | -                  | -                  | -                  | -          | -          | -          | 28     | 4      |
| 2016           | Brann          | ES             | 27         | 5          | CN              | 1               | 0               | -                  | -                  | -                  | -          | -          | -          | 28     | 5      |
| 2017           | Brann          | ES             | 29         | 5          | CN              | 3               | 0               | UEL                | 2                  | 0                  | SN         | 1          | 0          | 35     | 5      |
| 2018           | Brann          | ES             | 27         | 4          | CN              | 1               | 0               | -                  | -                  | -                  | -          | -          | -          | 28     | 4      |
| 2019           | Brann          | ES             | 14         | 2          | CN              | 1               | 0               | UEL                | 2                  | 0                  | -          | -          | -          | 17     | 2      |
| 2020           | Brann          | ES             | 21         | 1          | -               | -               | -               | -                  | -                  | -                  | -          | -          | -          | 21     | 1      |
| Totale Brann   | Totale Brann   | Totale Brann   | 249+2      | 26+0       |                 | 20              | 2               |                    | 4                  | 0                  |            | 1          | 0          | 276    | 28     |
| gen.-giu. 2021 | AEK Larnaca    | A              | 9          | 0          | CC              | -               | -               | -                  | -                  | -                  | -          | -          | -          | 9      | 0      |
| ago.-dic. 2021 | Stabæk         | ES             | 13         | 3          | CN              | 1               | 0               | -                  | -                  | -                  | -          | -          | -          | 14     | 3      |
| 2022           | Aalesund       | ES             | 18         | 0          | CN              | 0               | 0               | -                  | -                  | -                  | -          | -          | -          | 18     | 0      |
| 2023           | Stabæk         | ES             | 13         | 0          | CN              | 0               | 0               | -                  | -                  | -                  | -          | -          | -          | 13     | 0      |
| Totale Stabæk  | Totale Stabæk  | Totale Stabæk  | 26         | 3          |                 | 1               | 0               |                    | -                  | -                  |            | -          | -          | 27     | 3      |
| 2024           | Fana           | 2D             | 0          | 0          | CN              | 0               | 0               | -                  | -                  | -                  | -          | -          | -          | 0      | 0      |
| Totale         | Totale         | Totale         | 345+4      | 39+0       |                 | 26              | 2               |                    | 4                  | 0                  |            | 1          | 0          | 379    | 41     |

## Palmarès

### Individuale
- Miglior giocatore della 1. divisjon

2015